# Resolutie 1870 Veiligheidsraad Verenigde Naties
Resolutie 1870 van de Veiligheidsraad van de Verenigde Naties werd unaniem door de
VN-Veiligheidsraad aangenomen op 30 april 2009 en
verlengde de VN-vredesmacht in de Soedanese regio Darfur met een jaar.

## Achtergrond
Al in de jaren 1950 was het zwarte zuiden van Soedan in opstand gekomen tegen het overheersende
Arabische noorden. De vondst van aardolie in het zuiden maakte het conflict er enkel maar
moeilijker op. In 2002 kwam er een staakt-het-vuren en werden afspraken gemaakt over de verdeling van
de olie-inkomsten. Verschillende rebellengroepen waren hiermee niet tevreden en in 2003 ontstond het
conflict in Darfur tussen deze rebellen en de door de regering gesteunde Janjaweed-milities. Die
laatsten gingen over tot etnische zuiveringen en in de volgende jaren werden in Darfur grove
mensenrechtenschendingen gepleegd waardoor miljoenen mensen op de vlucht sloegen.

## Inhoud

### Waarnemingen
De Veiligheidsraad veroordeelde alle geweld dat door enige partij in Soedan werd gepleegd en de vrede en
stabiliteit van het land bedreigde, alsook de gevolgen ervan voor voornamelijk vrouwen en kinderen.
Humanitiare hulp aan de bevolking bleef dan ook noodzakelijk. Ook belangrijk was dat vrije en eerlijke
verkiezingen werden gehouden voor nationale verzoening en het herstel van de vrede en stabiliteit.

### Handelingen
Het mandaat van de VN-vredesmacht UNMIS werd verlengd tot 30 april 2010. De militaire
capaciteit van die missie moest zo veel mogelijk ingezet worden op de plaatsen die gevoelig waren voor conflict
en waar de bevolking bedreigd werd door geweld. Verder werd de missie gevraagd de Nationale Verkiezingscommissie
van Soedan te ondersteunen bij de voorbereiding van nationale verkiezingen. Verder moest ook samengewerkt worden
met het Soedanese leger en de SPLA (rebellen) aan de vrijwillige ontwapening.

## Verwante resoluties
- Resolutie 1828 Veiligheidsraad Verenigde Naties (2008)
- Resolutie 1841 Veiligheidsraad Verenigde Naties (2008)
- Resolutie 1881 Veiligheidsraad Verenigde Naties
- Resolutie 1891 Veiligheidsraad Verenigde Naties

Lijst ·  1860 ·  1861 ·  1862 ·  1863 ·  1864 ·  1865 ·  1866 ·  1867 ·  1868 ·  1869 ·  1870 ·  1871 ·  1872 ·  1873 ·  1874 ·  1875 ·  1876 ·  1877 ·  1878 ·  1879 ·  1880 ·  1881 ·  1882 ·  1883 ·  1884 ·  1885 ·  1886 ·  1887 ·  1888 ·  1889 ·  1890 ·  1891 ·  1892 ·  1893 ·  1894 ·  1895 ·  1896 ·  1897 ·  1898 ·  1899 ·  1900 ·  1901 ·  1902 ·  1903 ·  1904 ·  1905 ·  1906 ·  1907